# Ounkazi
Ounkazi este un oraș în Comore, în  insula autonomă Grande Comore. În 2012 avea o populație de 8438, iar la recensământul din 1991 avea 5558 locuitori.